# تثبيت صفر
Zero Install عبارة عن وسيلة لتوزيع وتغليف البرامج لأنظمة تشغيل متعددة ( شبيه يونكس بما في ذلك لينكس وماو او اس ومايكروسوفت ويندوز).

## التصميم
بدلاً من الطريقة العادية لتنزيل حزمة برامج، واستخراجها، وتثبيتها قبل استخدامها (مع الاستخدام المصاحب للتحديثات المدمرة وتصعيد الامتيازات )، يجب تشغيل الحزم الموزعة باستخدام Zero Install فقط. في المرة الأولى التي يتم فيها الوصول إلى البرنامج، يتم تنزيله من الإنترنت وتخزينه مؤقتًا؛ بعد ذلك، يتم الوصول إلى البرنامج من ذاكرة التخزين المؤقت. داخل ذاكرة التخزين المؤقت، يتم تفريغ كل تطبيق إلى الدليل الخاص به، كما هو الحال في أنظمة دليل التطبيقات.
الغرض من النظام هو استخدامه إلى جانب مدير الحزم الأصلي للتوزيع.

## روابط خارجية
- تثبيت صفر على موقع Open Hub (الإنجليزية)
- الموقع الرسمي
- Thomas Leonard (16 يناير 2007). "Decentralised Installation Systems". OSNews.com. مؤرشف من الأصل في 2008-10-10.
- "pkgsrc and the concepts of package management 1997-2007 (part 2) - The Zero Install system". The NetBSD Project. مؤرشف من الأصل في 2020-02-16.
- Bruce Byfield (15 فبراير 2007). "Zero Install: An executable critique of native package systems". linux.com. مؤرشف من الأصل في 2020-04-22.
- "Neue Zero Install-Implementation". pro-linux.de. 24 يونيو 2005. مؤرشف من الأصل في 2006-06-13.
- "Zero Install: The Future of Linux on the Desktop?". Slashdot. 3 أبريل 2004. مؤرشف من الأصل في 2020-04-22.